# زیردریایی ۱۰۱-کلاس ها
سابمارین ۱۰۱-کلاس ها (به انگلیسی: Ha-101-class submarine) یک کلاس از زیردریایی است که طول آن ۴۴٫۵۰ متر (۱۴۶ فوت ۰ اینچ) می‌باشد.